# مارتا رینویل
مارتا رینویل (انگلیسی: Martha Rainville؛ زادهٔ ۹ آوریل ۱۹۵۸) یک افسر بازنشسته نیروی هوایی ایالات متحده است که به درجه سرلشکری دست یافت. او اولین زن در تاریخ ایالات متحده بود که زمانی که در در گارد ملی خدمت می‌کرد، ژنرال آجودان ایالتی شد. در سال ۲۰۰۶ او به عنوان نامزد جمهوری خواهان برای حوزه کنگره بزرگ ورمونت شرکت کرد و توسط پیتر ولش، نامزد دموکرات شکست خورد. رینویل بعداً به سمت نقش‌های اجرایی ارشد در سازمان مدیریت بحران فدرال متمایل شد و سپس مدیر عملیاتی شرکت «سیویل ساپورت اینترنشنال»، یک شرکت مشاوره آمادگی در برابر بلایای طبیعی و مقابله با بحران شد.

## تحصیلات
رینویل در نیو لندن، کانکتیکات در حالی که پدرش در نیروی دریایی ایالات متحده خدمت می‌کرد، به دنیا آمد و پس از بازنشستگی پدرش در می‌سی‌سی‌پی بزرگ شد. او در سال ۱۹۷۵ از آکادمی چمبرلین هانت فارغ‌التحصیل شد، و مدرک کارشناسی خود در رشته آموزش و پرورش را از دانشگاه می‌سی‌سی‌پی (۱۹۷۹) دریافت کرد.

## حرفه نظامی
پس از فارغ‌التحصیلی، او وارد نیروی هوایی ایالات متحده آمریکا شد و در سال ۱۹۷۹ فارغ‌التحصیل ممتاز برنامه آموزش نظامی پایه افسران نیروی هوایی ایالات متحده در پایگاه نیروی هوایی لاکلند، تگزاس نام گرفت. او از سال ۱۹۷۸ تا ۱۹۸۴ در خدمت فعال بود و سپس به گارد ملی هوایی نیویورک منتقل شد. او همچنین قبل از انتقال به گارد ملی هوایی ورمونت در نیروی هوایی به عنوان نیروی ذخیره خدمت کرد. رینویل در برنامه‌ریزی و مدیریت تعمیر و نگهداری هواپیما تخصص داشت و تا درجه سرهنگ دوم و فرمانده اسکادران ۱۵۸ تعمیر و نگهداری هواپیما در ورمونت ترفیع گرفت.
رینویل اولین زن در تاریخ ایالات متحده شد که به عنوان رئیس گارد ملی یک ایالت خدمت کرد و تا زمان بازنشستگی در سال ۲۰۰۶، فرماندهی ۳۸۰۰ عضو ارتش و گارد ملی هوایی ورمونت را بر عهده داشت. همزمان با کارش در ورمونت، رینویل در هیئت سیاست‌گذاری نیروهای ذخیره در کمیته اجرایی انجمن ژنرال‌های آجودان ایالات متحده خدمت کرد و به عنوان نایب رئیس هیئت مدیره انجمن گارد ملی ایالات متحده انتخاب شد.

## فعالیت سیاسی
رینویل نامزد جمهوری‌خواهان در برابر پیتر ولش دموکرات برای کسب کرسی بود که برنی سندرز برای نامزدی در مجلس سنای ایالات متحده خالی می‌کرد. او یک تعهد کمپین پاک را امضا کرد که در آن متعهد شد به حریف خود حمله نکند، و تبلیغات تلویزیونی منفی توسط احزاب خارجی را محکوم کرد. کمپین رینویل، اگرچه مثبت بود، اما برخی از گاف‌ها را ایجاد کرد، از جمله حادثه‌ای که در آن مشخص شد یکی از کارکنان او بخش‌هایی از بیانیه‌های موضع‌گیری را که در وب‌سایت مبارزات انتخاباتی رینویل ارسال شده بود، سرقت ادبی کرده بود، که این منجر به کاهش محبوبیت رینویل در نظرسنجی‌های عمومی قبل از انتخابات شد.

## زندگی شخصی
رینویل دختر نیک و لوسیل تریم اهل پورت گیبسون، می‌سی‌سی‌پی است. او با نورمن رینویل ازدواج کرده بود که زمانی که هر دو در نیروی هوایی خدمت می‌کردند با او آشنا شد. آنها سه فرزند داشتند و در سال ۲۰۰۳ طلاق گرفتند. او در سال ۲۰۰۹ با پل مک هیل، نماینده سابق دموکرات کنگره از پنسیلوانیا و دستیار سابق وزیر دفاع ایالات متحده ازدواج کرد.